# Четара
Четара (італ. Cetara) — муніципалітет в Італії, у регіоні Кампанія,  провінція Салерно.
Четара розташована на відстані близько 240 км на південний схід від Рима, 45 км на південний схід від Неаполя, 7 км на південний захід від Салерно.
Населення — 2180 осіб (2014).

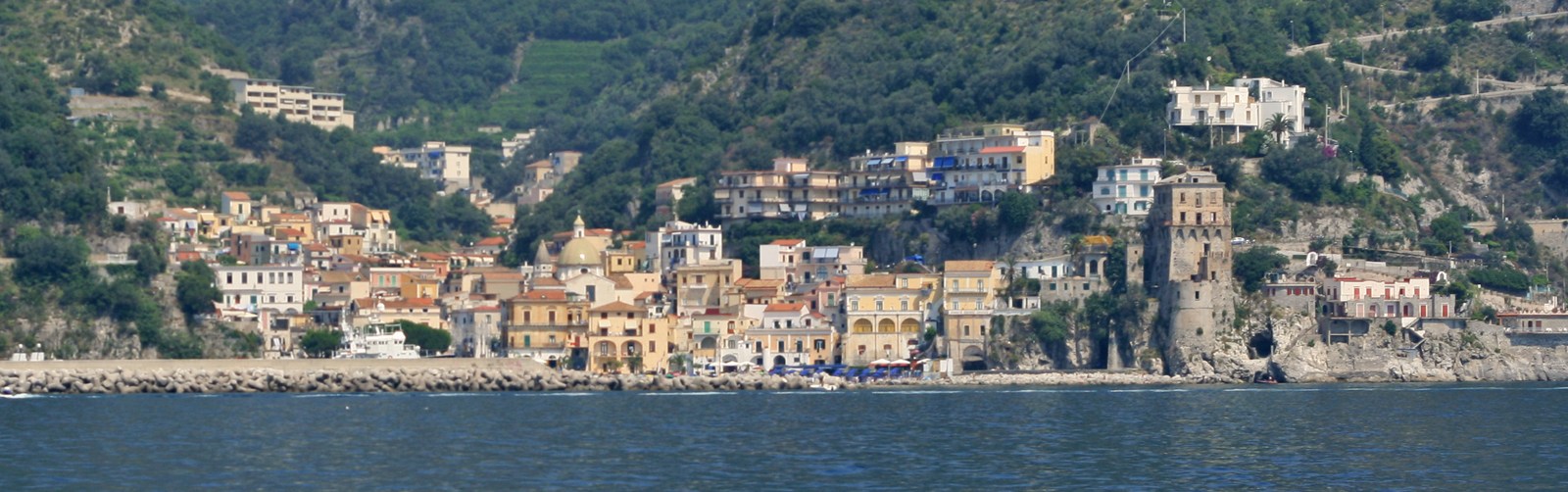

Щорічний фестиваль відбувається 29 червня. Покровитель — San Pietro.

## Демографія
Населення за роками:

Станом на 1 січня 2023 року в муніципалітеті офіційно проживало 35 іноземців з 19 країн, серед них 11 громадян країн Євросоюзу та 8 громадян України.

## Уродженці
- Вінченцо Торренте (*1966) — італійський футболіст, захисник, захисник, згодом — футбольний тренер.

## Сусідні муніципалітети
- Майорі
- В'єтрі-суль-Маре